# Araneus ragnhildae
Araneus ragnhildae este o specie de păianjeni din genul Araneus, familia Araneidae. A fost descrisă pentru prima dată de Strand, 1917. Conform Catalogue of Life specia Araneus ragnhildae nu are subspecii cunoscute.